# NCAPG2
Субъединица G2 комплекса конденсин-2 (англ. Condensin-2 complex subunit G2) также известный как хромосом-ассоциированный белок G2 (CAP-G2) — белок, который у человека кодируется геном NCAPG2. CAP-G2 является субъединицей конденсина II, большого белкового комплекса, который участвует в конденсации хромосом.